# William Beckwith McInnes

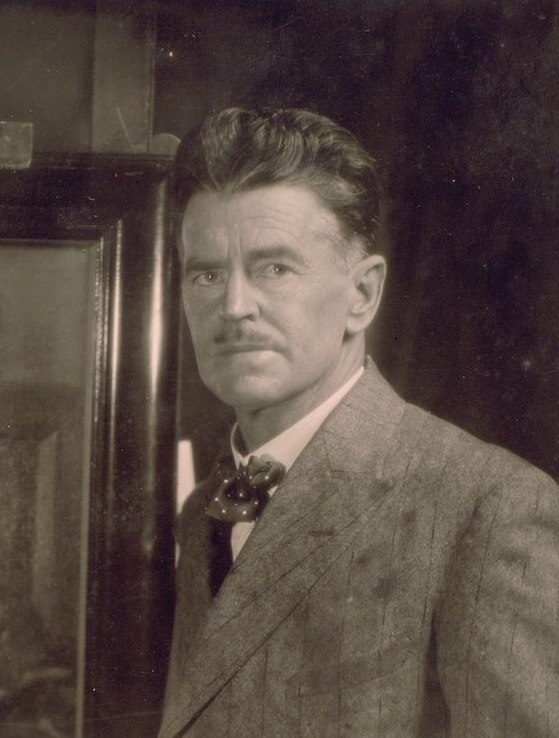

William Beckwith McInnes (* 18. Mai 1889 in St. Kilda (Melbourne); † 9. November 1939 in Melbourne) war ein  australischer Maler, der hauptsächlich aufgrund seiner Porträtmalerei Bekanntheit erlangte. Der mehrmalige Gewinner des angesehenen Archibald Prize und Wynne-Preisträger war Master der ehemaligen Kunstschule der National Gallery of Victoria.

## Wirken
William B. McInnes begann früh mit der Malerei. Bereits im Alter von 14 Jahren besuchte er die damalige Malschule der National Gallery of Victoria und war dort Schüler von Frederick McCubbin, dessen Nachfolger er Jahre später wurde. McInnes widmete sich zum Beginn seines Schaffens auch der Landschaftsmalerei und gewann bereits 1908 seine ersten Preise. Nach einer erfolgreichen Ausstellung im Melbourne Athenaeum unternahm er seine erste Reise nach Europa, wo er die heimischen Künstler studierte und ebenfalls, wie 1913 in London, seine eigenen Werke ausstellte. Im gleichen Jahr kehrte er nach Australien zurück und seine Einzelausstellung im Athenaeum wurde ein großer Erfolg, fast alle seine Werke wurden verkauft.
1921 erhielt er mit seinem Werk „Desbrowe Annear“ als erster Künstler den renommierten Archibald Prize, den er bis 1939 insgesamt siebenmal gewinnen sollte. William B. McInnes, der unter schweren Herzleiden litt, war bis kurz vor seinem Tod im Alter von 50 Jahren Master der „National Gallery art school“. Seine Werke sind in diversen Museen, u. a. der Art Gallery of South Australia, zu finden, zudem ist er Träger des Wynne-Preises.

## Privates
William B. McInnes heiratete 1915 Violet Muriel Musgrave, ebenfalls eine Malerin. Er hatte sechs Kinder.
Im November 1937 kam es in Fitzroy (Victoria) zu einem Unfall. Das Fahrzeug von McInnes erfasste einen Fußgänger, welcher verstarb. McInnes konnte sich an das Geschehen nicht erinnern. Da er unter dem Einfluss des Medikamentes Phenobarbital stand wurde gegen ihn ermittelt, es kam jedoch zu keiner Strafe.

## Werke (Auswahl)

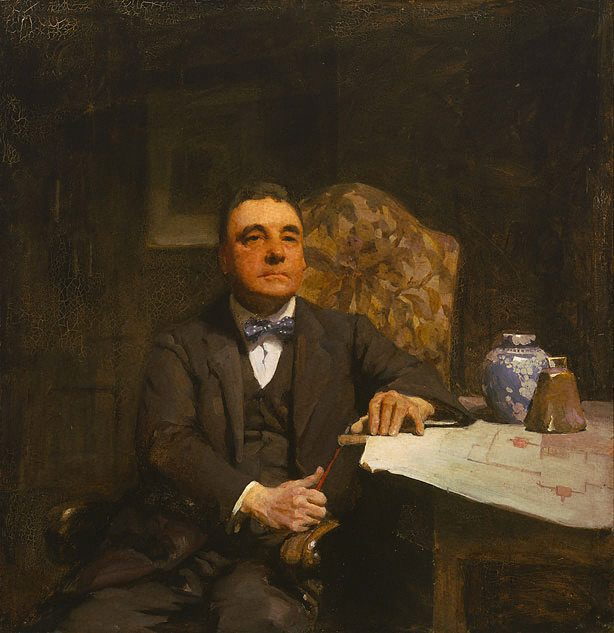
Gewinner-Porträt Archibald Prize 1921
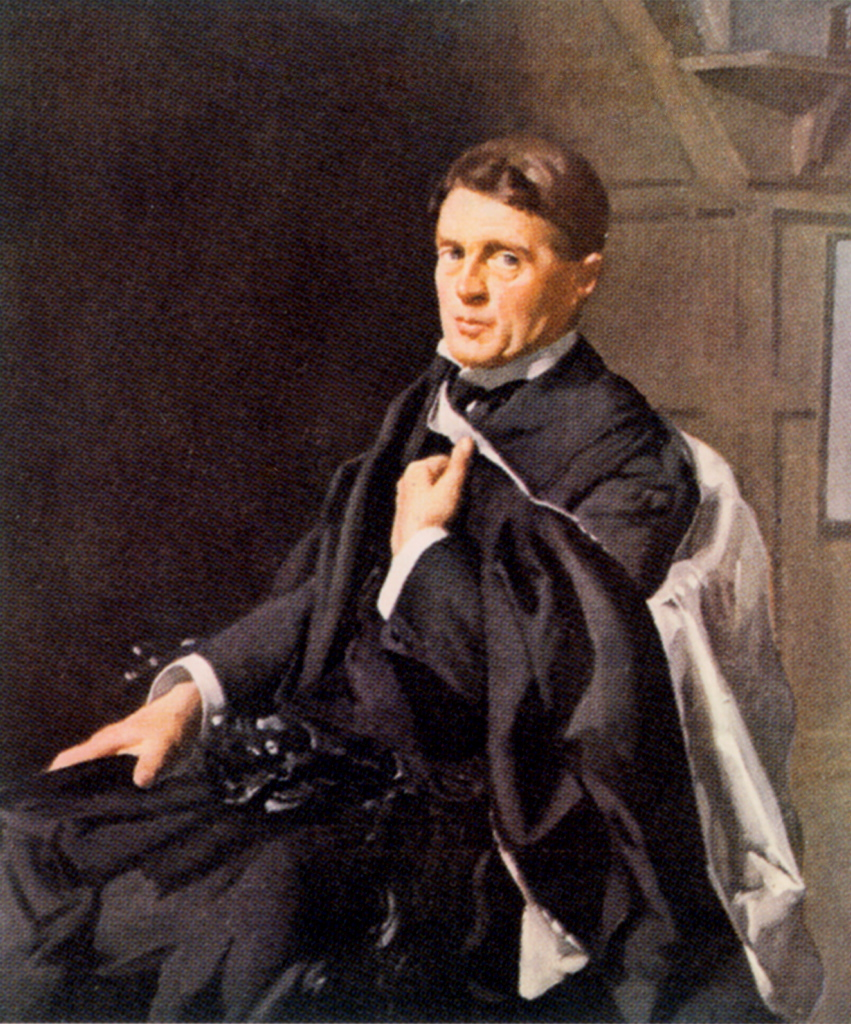
Gewinner-Porträt Archibald Prize 1922
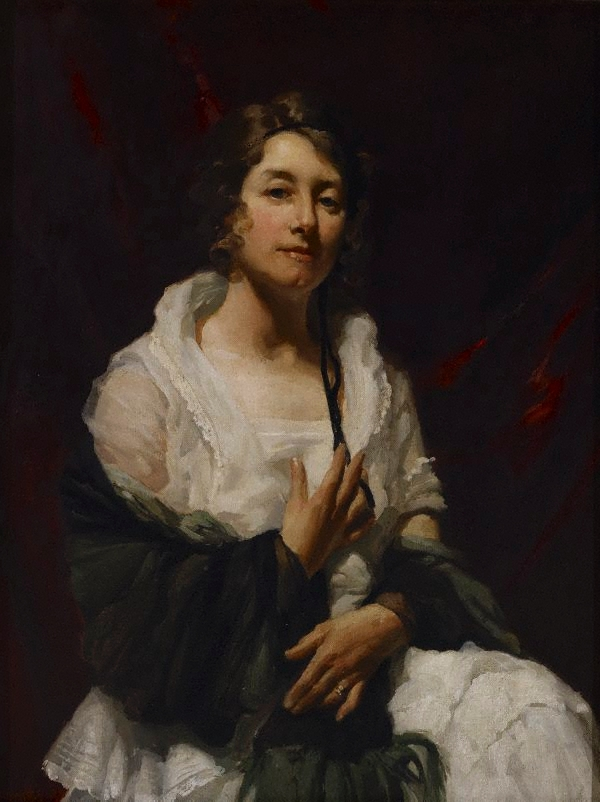
Gewinner-Porträt Archibald Prize 1923
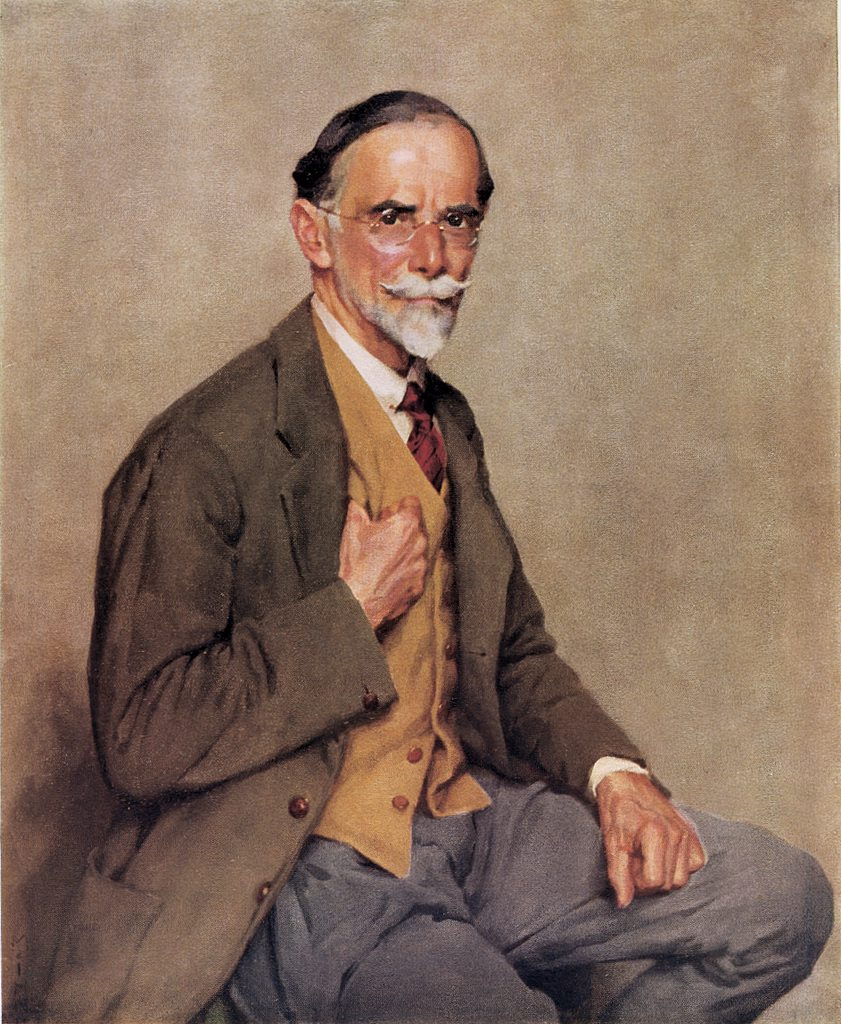
Gewinner-Porträt Archibald Prize 1936
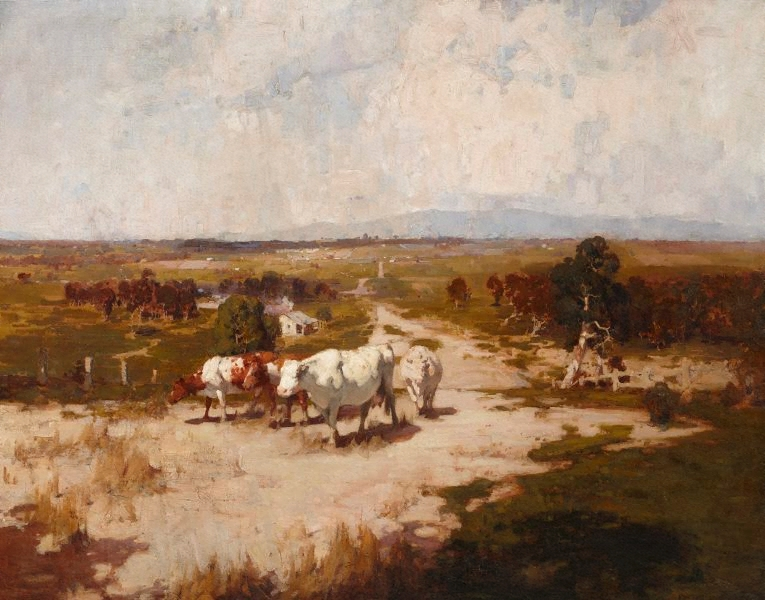
Gewinner-Bild Wynne-Preis 1918